# E8-многообразие
E8-многообразие — компактное, односвязное топологическое 4-мерное многообразие с формой пересечений решётки E8.

## История
E8-многообразие былo построено Фридманом в 1982 году.

## Построение
Многообразие строится пламингом[неизвестный термин]  расслоений дисков над сферой с Эйлеровым числом 2 по схеме Дынкина для E8.
Это приводит к 4-мерному многообразию  PЕ8 с границей, гомеоморфной сфере Пуанкаре.
По теореме Фридмана о фальшивых шарах, границу можно заклеить фальшивым шаром и получить таким образом Е8-многообразие.

## Свойства
- По теореме Рохлина оно является шершавым, то есть не имеет гладкой структуры.
  - То же следует из теоремы Дональдсона[англ.].
  - Более того, по теореме об инварианте Кассона[англ.], Е8-многообразие не допускает триангуляции.